# Svarttjärnarna, Västmanland
Svarttjärnarna är en sjö i Skinnskattebergs kommun i Västmanland och ingår i Norrströms huvudavrinningsområde.